# Ponte de Assureira
A Ponte de Assureira, também referida como Ponte de São Brás (por se encontrar muito próxima da Capela de São Brás), é uma ponte situada sobre o Ribeiro do Barreiro (afluente do Rio Castro Laboreiro) localizada a cerca de 160 metros da inverneira da Assureira e a cerca de 3 km a sul do centro de Castro Laboreiro, no município de Melgaço, distrito de Viana do Castelo, em Portugal.
Trata-se de ponte construída na época medieval, de tipo arco, substituíndo uma outra anterior romana, de que reaproveitou materiais. Inserida no perímetro do Parque Natural da Peneda-Gerês, a Ponte de Assureira conjuntamente com o moinho e a capela de São Brás que lhe estão próximos estão classificados como Imóvel de Interesse Público desde 1992.

## História
Localizada nas imediações da inverneira da Assureira, lugar caracterizado pela antiga prática da transumância na região, a origem da ponte remonta ao domínio romano na Península Ibérica, integrando à época uma das principais vias romanas entre o Minho e a Galiza.
Séculos mais tarde, durante os primeiros anos do Reino de Portugal, a ponte sofreu várias obras de manutenção e ampliação no estilo românico, sendo alargado o tabuleiro para permitir o tráfego de carruagens e carroças de maior envergadura.
Durante o século XVIII integrou a lista de pontes referidas nas "Memórias Paroquiais" da freguesia, a 11 de maio de 1758, pelo Padre Inácio Ribeiro Marques.

## Características
De tabuleiro em cavalete suave e precedida por duas rampas de acesso, a ponte é assente sobre um único arco de volta perfeita, de aduelas desiguais, sendo as do lado leste constituídas por um só tipo de pedra em granito, tratadas e almofadadas, e as do lado oeste por várias de tamanho irregular, tendo no seu intradorso vários orifícios para o encaixe do cimbre. O pavimento, também desigual, é formado por grandes lajes de granito do lado nascente e por pequenas lajes na metade poente, sendo ainda protegida por guarda-corpos de pedra, também irregulares.

## Galeria

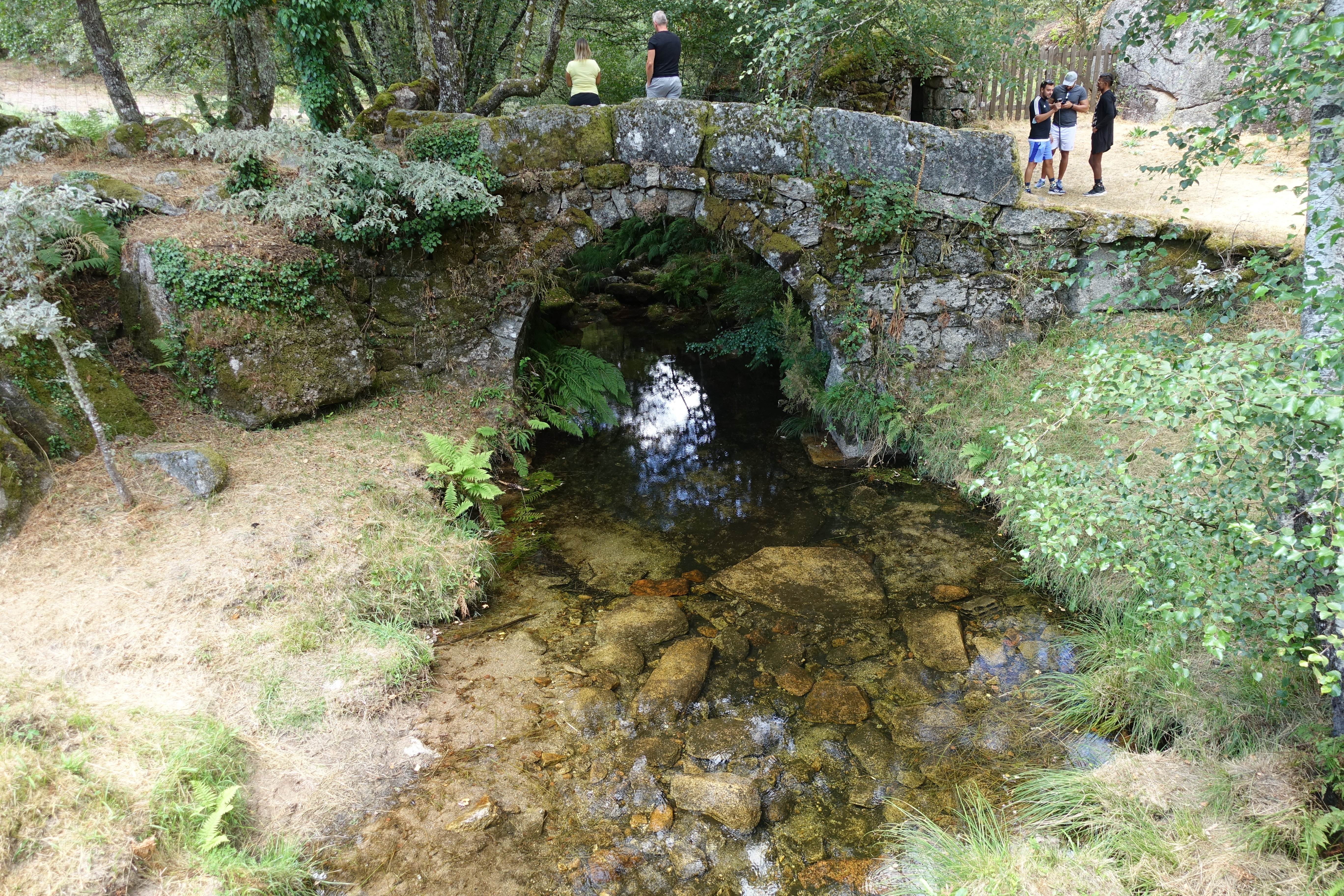
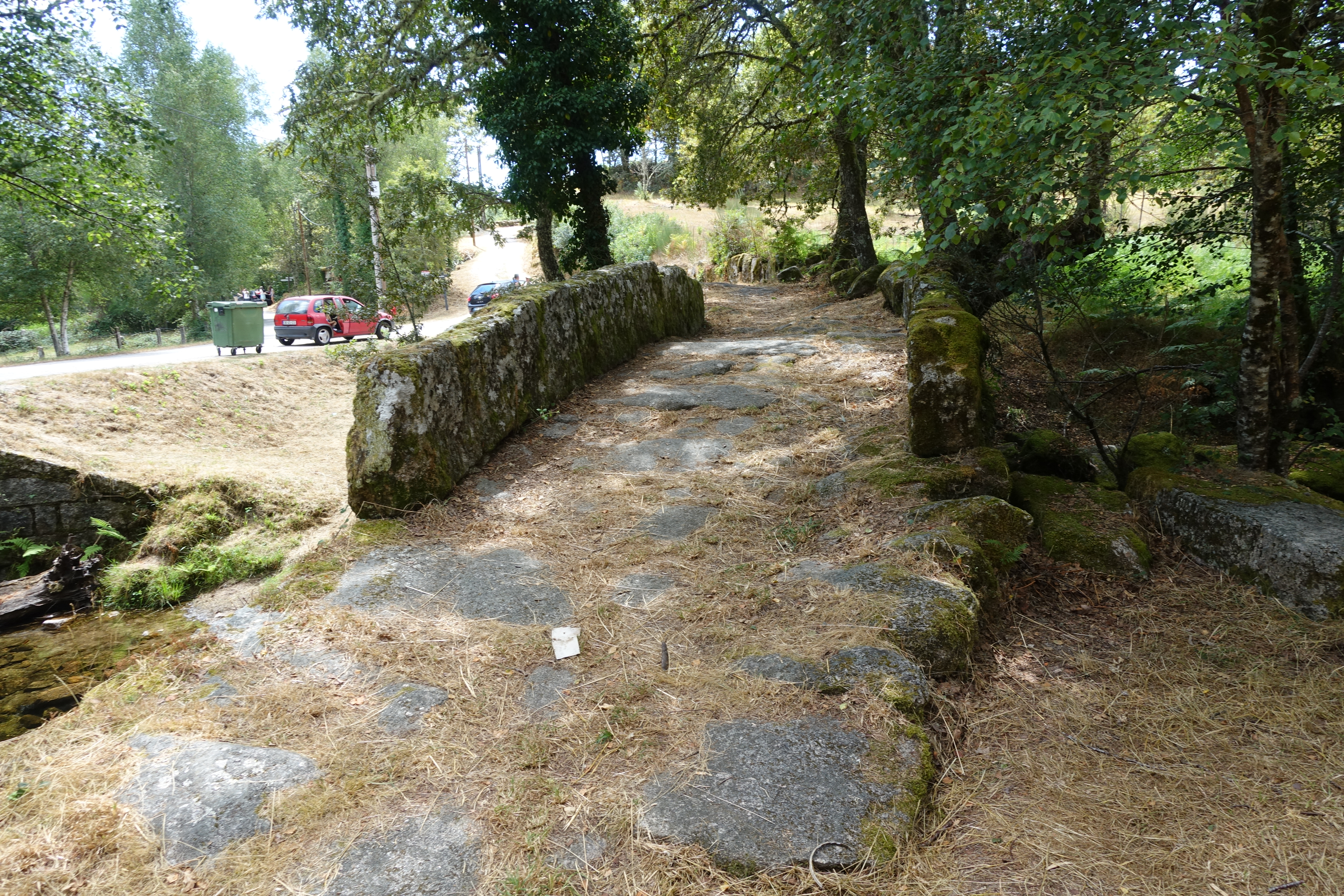
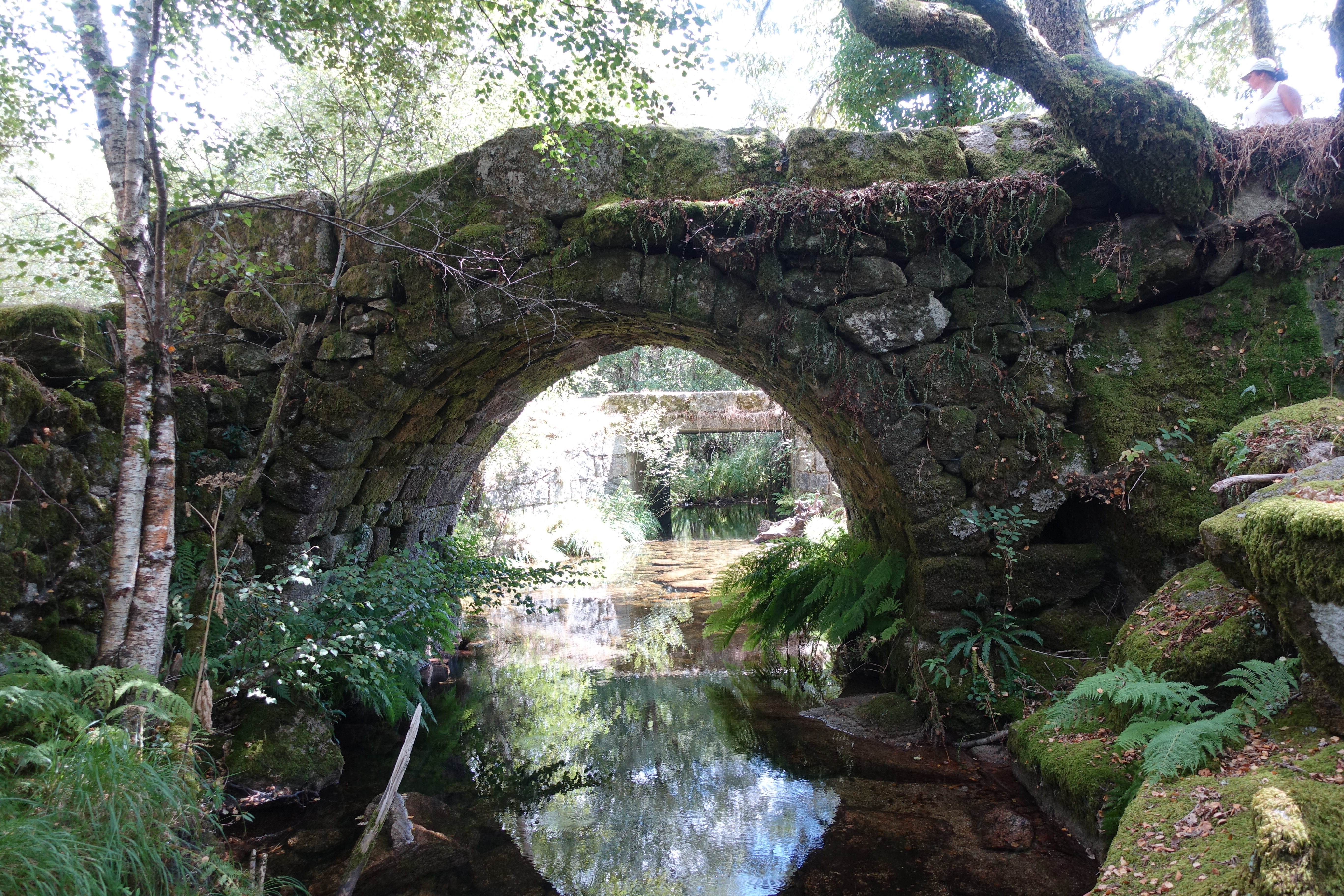
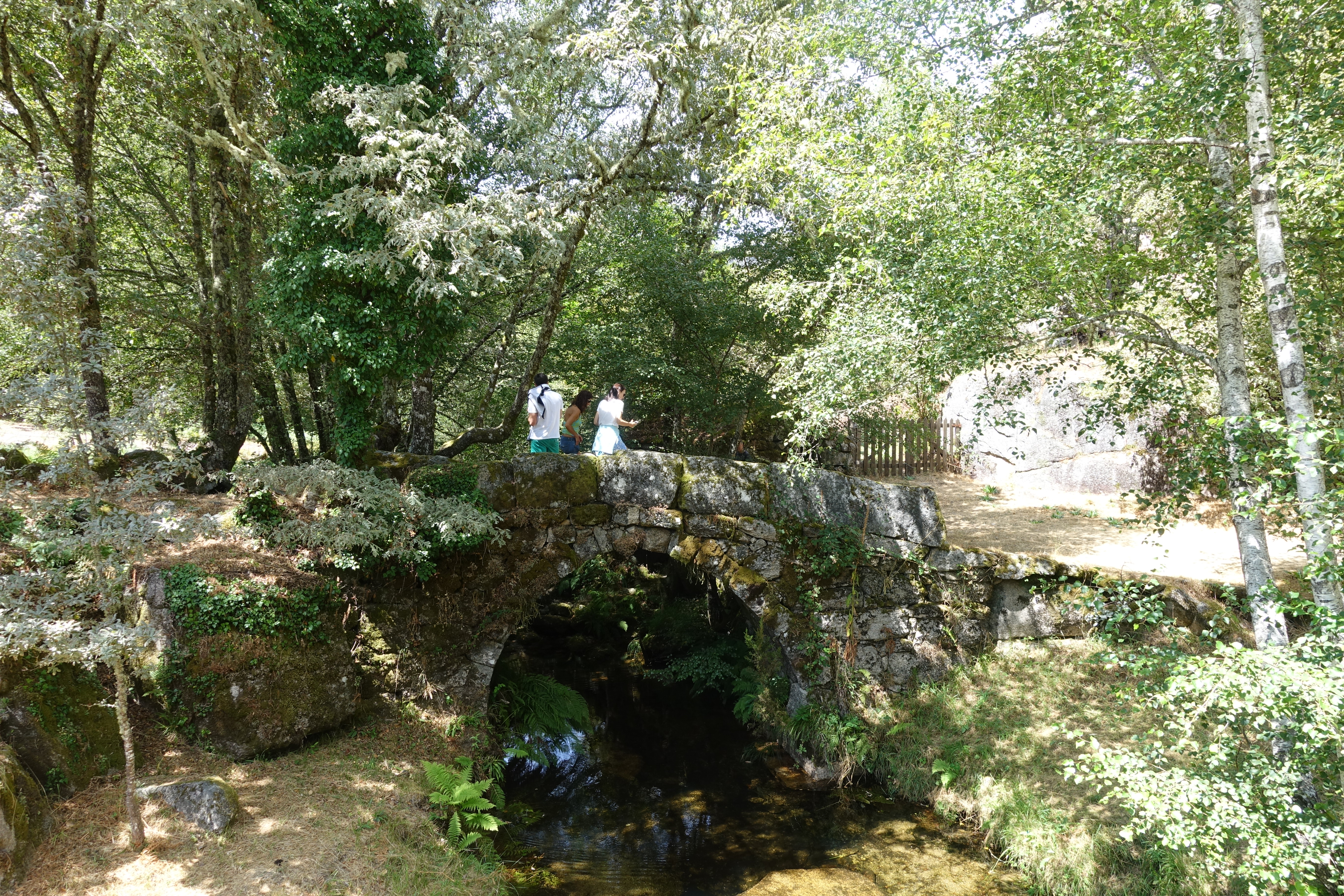
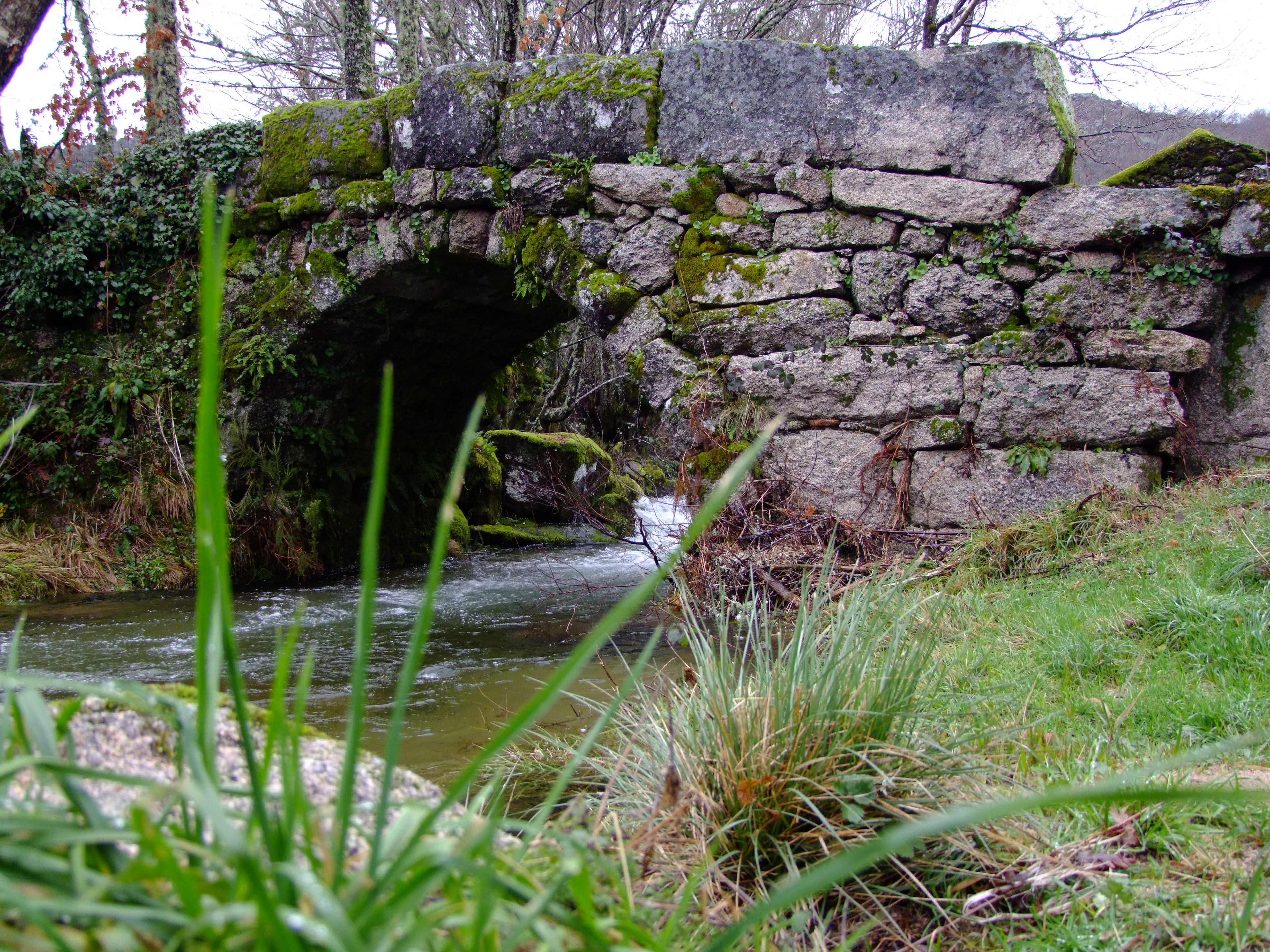
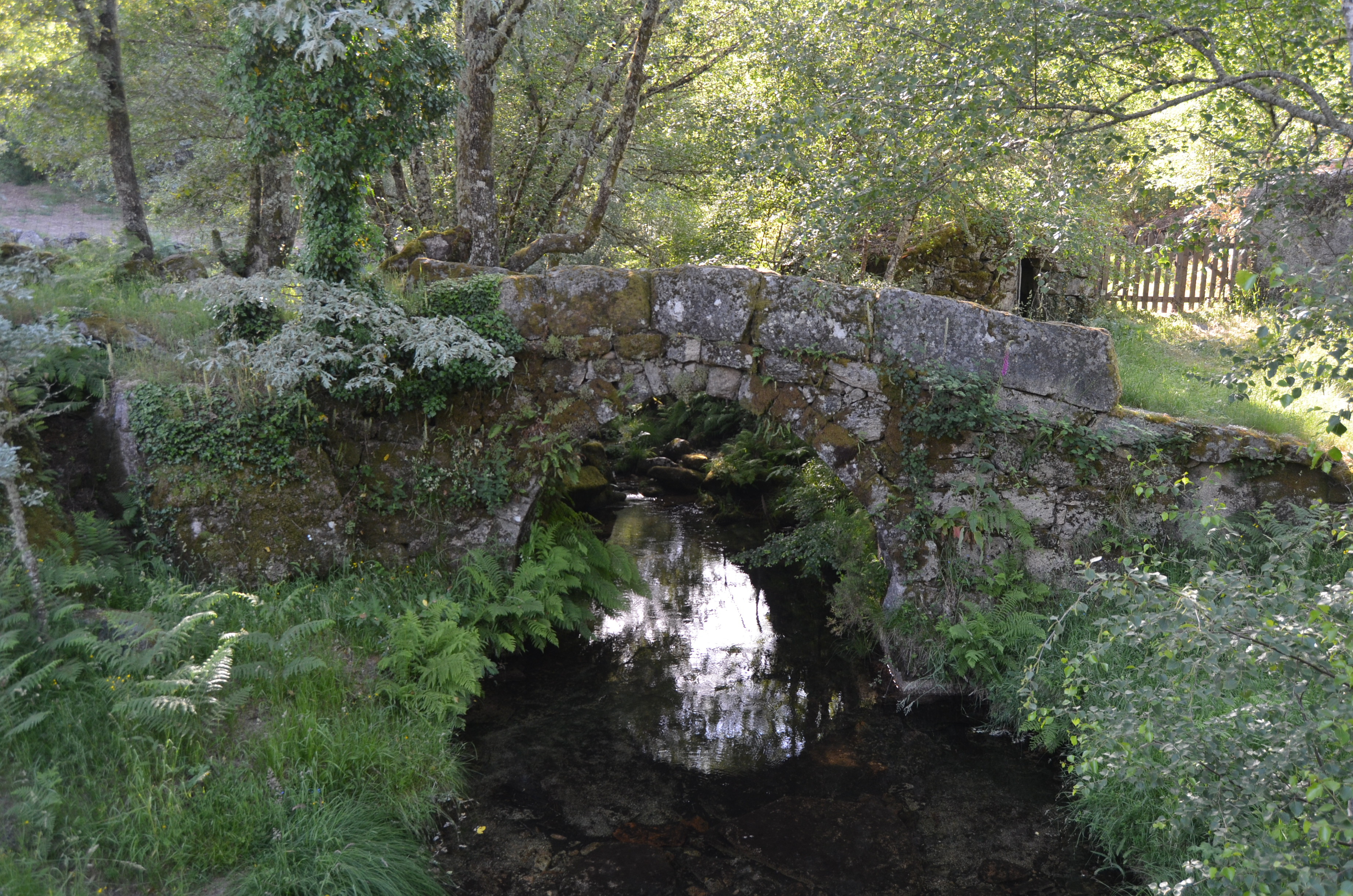
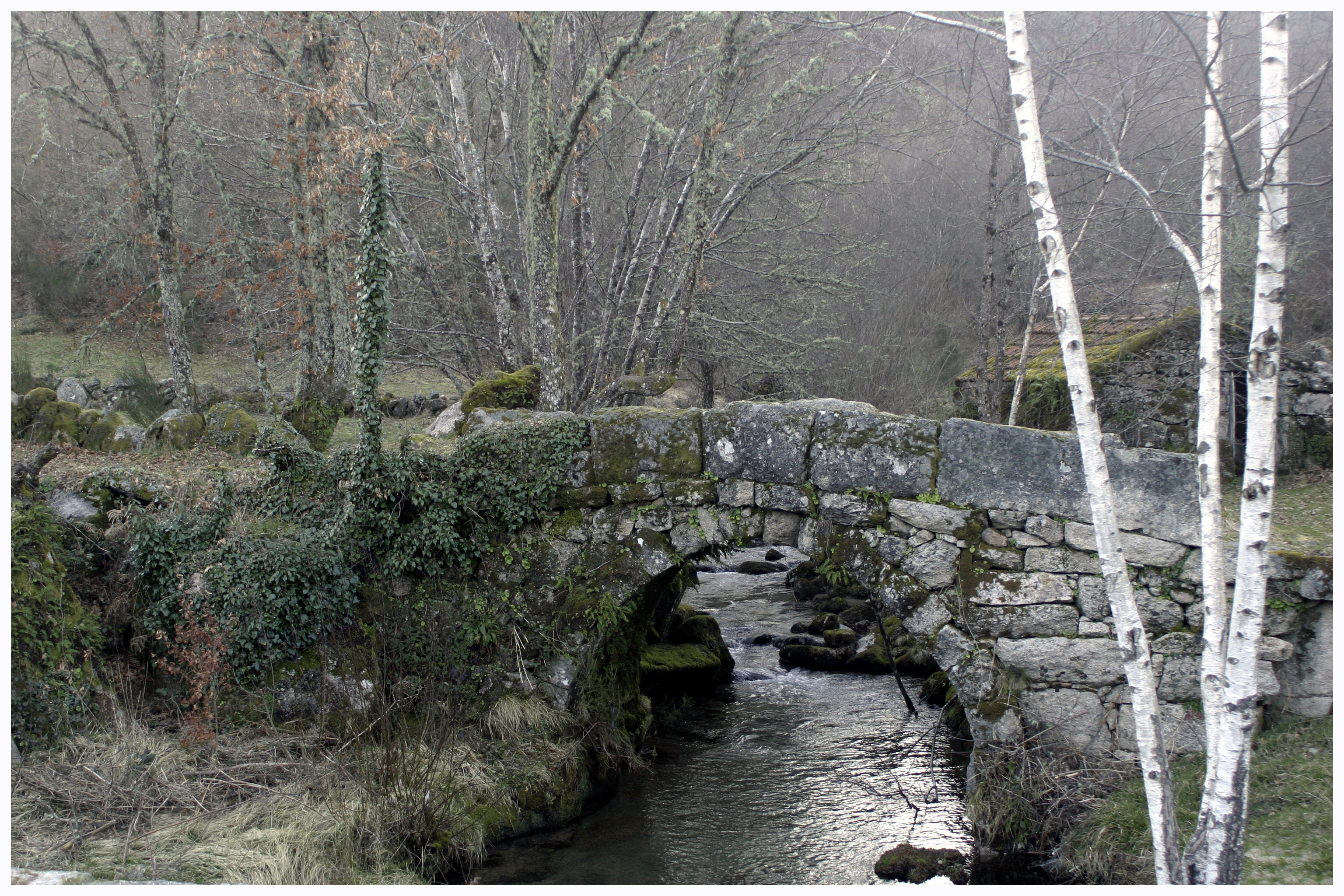